# سلام العروس
سلام العروس بن أحمد مزوار الإدريسي بن علي حيدرة الإدريسي هو الولي سيدي سلام وهو حفيد رابع الحكام الأدارسة الذين حكموا المغرب.

## التسمية
لقب بالعروس، ذلك أنه كان عريسا عندما انتدبه أبوه الناسك أحمد مزوار بن علي حيدرة في مهمة الإقامة عند قبائل مجاورة لقبيلة سماتة التي بها قلعة حجر النسر معقل أسرته الأخير، بعد أن أطيح بنظام حكم الأدارسة وتشتتهم في مختلف الأصقاع متنكرين ومخفين أصلهم وشرف نسبهم. وأعتقد أن كنية الإدريسي ستختفي لقرون قبل بروزها من جديد.

### سبب تسمية قبيلة بني عروس
يُعلم سبب تسمية القبيلة ببني عروس من قصة مجيء الولي الصالح سيدي سلام بن مزوار إليها. روي في قصة مجيئه إليها وتسميتها بهذا الاسم إن سبب ذلك يرجع إلى أن بعض قبائل الهبط المجاورة لقلعة حجر النسر قد اجتمع منهم بعض الطوائف التي كانت تحب البيت النبوي الشريف وتخدمه رغبة منها فيما عند الله من الأجر والثواب قد دفع بهم لآل البيت الكرام إلى أن يأتوا ببعض العائلة الإدريسية ويسكنوها بينهم تبركا بآل بيت النبي . فاجتمع سبع طوائف هم : (1) أولاد بوحراث، (2) وأولاد الرواص وكانوا يعرفون بأولاد عبد الله (3) وأولاد النقموش (4) وأولاد الكعموش (5) وأولاد سبُّو (6) وأولاد الحايك (7) وأولاد العبورى.
انتدبت هذه الطوائف أفرادا عنها فذهبوا إلى قلعة حجر النسر وكان رئيس العائلة الإدريسية العابد الناسك الولي الصالح سيدي مزوار ولم نعلم له اسما غيره وكلمة مزوار كانت تطلق على رئيس القوم ونقيبهم، وكان رجلا ديناً خيرا من أهل الخير والصلاح، فاتصلوا به واقترحوا عليه وجهة نظرهم وطلبوا منه أحد أولاده ليقيم بينهم تبركا بأهل البيت النبوي الشريف فما كان منه إلا أن لبى طلبهم وحقق رغبتهم فانتدب معهم بعض أبنائه، بعد أن أجرى عليهم اختبارا دقيقا لم يتفطنوا له، فجعل يدعو أبناءه ويختبرهم واحدا واحدا بسؤال كان يلقيه عليهم وهو : يا ولدي من يعمل معك الخير في حياتك ماذا تعمل معه أنت ؟ فيقول طبعا أعمل معه الخير، ومن يعمل معك الشر ؟ فيقول طبعا أعمل معه الشر، ثم يتركه وينادي غيره، وهكذا إلى أن وصل إلى ولده المسمى سلام، وكان عريسا فناداه وألقى عليه السؤال المذكور، فأجابه عليه بقوله : يا أبت من صنع معي الخير صنعت معه مثله، ومن صنع معي الشر صنعت معه الخير وبالغت فيه حتى يغلب خيري على شره، فقال له يا ولدي أنت الذي تصلح لمعاشرة الناس لما أعطاك الله من مكارم الأخلاق والصبر على المكروه ثم ذكر له الغرض المذكور الذي جاء الناس من أجله، فقال له يا أبت أنا في طاعتك ورضاك افعل ما بدا لك تجدني شسع نعلك فلا أعصي لك أمرا ترى فيه صلاح حياتي. فأمره بالاستعداد للتوجه صحبة القوم والإجابة إلى ما طلبوا. ولما أخذوه صحبة زوجه العروس وأرادوا مفارقة القلعة أوصاه بتقوى الله والصبر والسماحة في معاشرة القوم، ثم دعا لهم بالخير والبركة والاستقامة في طاعة الله، وقال لهم قد أعطيتكم »ابني عروسا» فكونوا منه كما تكونون لأنفسكم وأهليكم فهو واحد منكم وإليكم، ثم ودعهم وانصرفوا به أيبين إلى أن بلغوا إلى أرض تدعى البيمل بالقرب من مدشر مجمولة حيث يوجد مدفنه اليوم وكانت تلك الأرض ملكا لأولاد الرواص إحدى الطوائف المتقدمة الذكر، وكانت أرضا زراعية خصبة تقرب من الوادي فأعجبه المقام بها فسكنها بعد أن أهداها له مالكها الرواص قائلا له في هديته له : » قد أهديتها لك مجمولة » ثم بنيت قرية قريبة من الموضع المذكور وأطلق عليها اسم مجمولة يسكنها اليوم حفدة الولي الصالح العروس سيدي سلام، كما يوجد من بينهم بها حفدة الرواص المذكور. فسكن الولي الصالح بينهم حتى توفي ودفن بها، ولم يخلف سوى ولد واحد اسمه عيسى.

## ضريح الولي الصالح سيدي سلام (العروس) بن أحمد (مزوار) ببني عروس
يقع ضريح سيدي سلام بن مزوار، بخارج قرية مجمولة بموضع يدعى » البَيْمَل » من قبيلة بني عروس بالقرب من سوق الخميس.

## ذريته

### سيدي عيسى بن سيدي سلام العروس
كانت بعض الطوائف المذكورة تنازعت في أخذ الضيف الكريم سيدي سلام العروس، كل واحدة تريد أن تأخذه معها، وتنزله في بلدها لتفوز بشرف البيت النبوي بين أهلها وذويها، فاختار هو النزول بالموضع الذي هو فيه لجماله وخصوبة أرضه وحسن موقعه، فكان قلب قبيلة بني عروس. ثم وقع نزاع بين الطائفتين القويتين في أخذ ولده السيد عيسى المذكور، وهما طائفة قرية مَرْج حمود، وطائفة أولاد بوحراث الموجودة أحفادهم إلى الآن بقرية »مجازليين» ولم تكن الطائفة المذكورة أيضا بأقل من الأولى بل هي تماثلها في كل ما لها، فغلبت طائفة قرية مَرْج حمود منازعتها في الولد المذكور فأخذته وأسكنته بالقرب من قريتها، وقامت بخدمته إلى أن توفي، ودفن بالموضع الذي هو فيه إلى اليوم بالقرب من قريتهم ولم يخلف سوى ولد واحد اسمه »بوحرمة» أخذته إلى قريتها طائفة أولاد بوحراث، ولأبيه المذكور مشهد عظيم مروع بأسفل قرية بوعمار المجاورة لقرية مْرج حمود التي يسكنها اليوم حفدة الولي المذكور، وإن دلت تلك المشاهد الفخمة المبنية في وسط الغابات المحيطة بالأشجار الباسقة فإنما تدل على مقدار اعتناء المحبين للبيت النبوي الكريم باعتناء »أهل البيت الشريف». وتوجد حتى الآن عادة لأحفاد قرية مَرْج حمود متبعة من لدن أجدادهم خلفا عن سلف، وهي أنهم يفتتحون موسم الحرث بتحظير ضريح الولي المذكور، والمقبرة المحيطة به من كل سنة. فظلت بركة هذه النية الصالحة عبر العصور الغابرة ميزة لأهل هذه القرية في لمّ شملهم وجمع كلمتهم إلى الآن، وهي ظاهرة فريدة لهم حتى أن الكلمة والرأي في بني عروس كان يرجع إليهم فيها، ولو أتيت قريتهم وخبرت مجتمعهم ووفاقهم ومكان القوة والشدة منهم نساء ورجالا أخذك العجب منهم ولتحققت أن صلاح الفرع من صلاح أصله فهي عهود محفوظة من الآباء توارثتها الأبناء، ثم يتأكد ذلك بلا ريب أنهم فازوا بدعوة خير مستجابة تخلدت بركتها في أعقابهم إلى اليوم وإلى ما بعده إن شاء الله، ولن يزال ذلك مضمونا لهم إلى أن يغيروا ما بأنفسهم من عهود أسلافهم وأجدادهم لا قدر الله ذلك.)عن كتاب الحصن المتين... ج 2، ص 36(

### الولي سيدي بوحرمة بن سيدي عيسى بن سيدي سلام العروس
وأما ابن سيدي عيسى فهو الولي الصالح سيدي بوحرمة الذي أخذته طائفة أولاد بوحراث، فإنهم آووه وأسكنوه بينهم وقاموا بخدمته إلى أن توفي ودفن بالموضع الذي هو فيه بالقرب من القرية المذكورة، والملاحظ على أهل هذه القرية من أعقاب الطائفة المذكورة أنهم من أهل الشدة والقسوة بالإضافة إلى أن لهم سمعة طيبة كما أنهم من أهل الخير والدين والصلاح.

### الولي الصالح سيدي علي بن سيدي بوحرمة بن سيدي عيسى بن سيدي سلام العروس
هو المدفون بأرض أوج على حرف الوادي الذي نسب إليه يقال له : «وادي سيدي على » وهذا المكان لا يبعد عن ضريح جده سيدي سلام العروس إلا بمئات الأمتار. ويشرح لنا النسابة الحاج الطاهر بن عبد السلام اللهيوي في كتابه كتاب الحصن المتين للشرفاء أولاد مولاي عبد السلام مع أبناء عمهم العلميين، الذي نعتمده من بين مصادرنا، فيقول : وأما سوق الخميس المنسوب إليه فإنما انتقل من مقره الأول بسيدي هدى إلى المكان الموجود فيه الآن حوالي 1315 هجرية. وتوجد حول هذا الضريح مقبرة للمجاورين له من بني الأحفاد والأعمام والغرباء، وعلى الضريح المذكور حوش من الحجارة دون طين وكانت توجد عليه حظيرة متقنة من عود البري لا تفارقه أبدا من صنع الجوار ولم يكن له سوى ولد واحد اسمه «أبو بكر».

### . سيدي أبوبكر بن سيدي علي بن سيدي بوحرمة بن سيدي عيسى بن سيدي سلام العروس
هو الجد الجامع لجميع شعب نسب العلميين، الذي عاش حياته بقرية «الحصن» وله جميع أولاده بها، وتوفي بقرية عين الحديد ودفن بغابة الدك القريبة منها وله مشهد عظيم يظهر للمارة بطريق السيارات في توجهه إلى سوق الخميس.

### سيدي محمد الحراق
أبوعبدالله سيدي محمد دفين تطوان ابن محمد بن عبد الواحد بن يحيى بن عمر بن الحسين بن الحسين بن على بن محمد بن عبدا لله بن يوسف بن أحمد بن الحسين ابن مالك بن عبدا لكريم بن حمدون بن موسى بن مشيش ابن سليمان المعروف ب أبو بكر بن علي العلمي الإدريسي ابن بو حرمة ابن عيسى ابن سلام العروس بن أحمد مزوار الإدريسي ابن علي حيدرة ابن محمد ابن ادريس الثاني ابن ادريس الأول ابن عبد اله الكامل ابن الحسن المثنى ابن الحسن بن علي بن أبي طالب وفاطمة بنت محمد (الرسول محمد) -ص-.

## قبيلة بني عروس في عصرنا الحاضر
تفيدنا معلمة المغرب (ج5، ص 1542 و 1543) في مادة بني عروس، أنها : قبيلة تقع بناحية جبالة (إقليم العرائش حالياً) وتحيط بها قبائل : جبل حبيب، بني يدر، بني حزمر، بني ليت، الأخماس، بني يسف، سماتة، بني كرفط، بداوة، امزورة. وتقدر مساحتها بـ 492 كلم مربع، سكانها يتكلمون باللهجة العربية الدارجة، والمركز الرئيسي للقبيلة هو قرية تازروت، كما أن القبيلة تتوفر على خمسة وسبعين مسجدا وواحد وأربعين ضريحا وزاويتين وست مدارس للتعليم الديني الثانوي.
تنقسم القبيلة إلى ست فرق هي : ورا الظهر (18 مدشرا) والعزابة (17 مدشرا) ويدلول (14 مدشرا) وبني أومراس (12 مدشرا) وابياط (10 مداشر) وفرقة المداشير (7 مدشرا).
وفي النظام الإداري تنقسم القبيلة إلى جماعتين قرويين هما : جماعة تازروت وجماعة خميس بني عروس، وهناك جزء من القبيلة العروسية تم ضَمُّهُ إلى جماعة أربعاء العياشة.
ولاهتمامنا هنا بقبيلة بني عروس على الخصوص، أكثر من سبب يذكر ؛ فعلاوة عن علاقتها بالولي الصالح سلام العروس الذي تقفينا أخباره هنا في هذا المبحث، يمكن الإشارة إلى أنه بمنطقتها الجغرافية يوجد جبل العَلَم الذي ينسب اسم العلميين إليه، وبقنته ضريح سلفنا القطب مولانا عبد السلام بن مشيش بن أبي بكر، كما أنها تحوي مقابر وأضرحة لعدد كبير من أسلافنا ما زالت معروفة كما بينت ذلك سابقا، وهي قِبلة للزائرين منذ أمد طويل.

## وصلات داخلية
- جبل العلم
- أمل بن إدريس بن الحسن العلمي